# Bodmin Moor

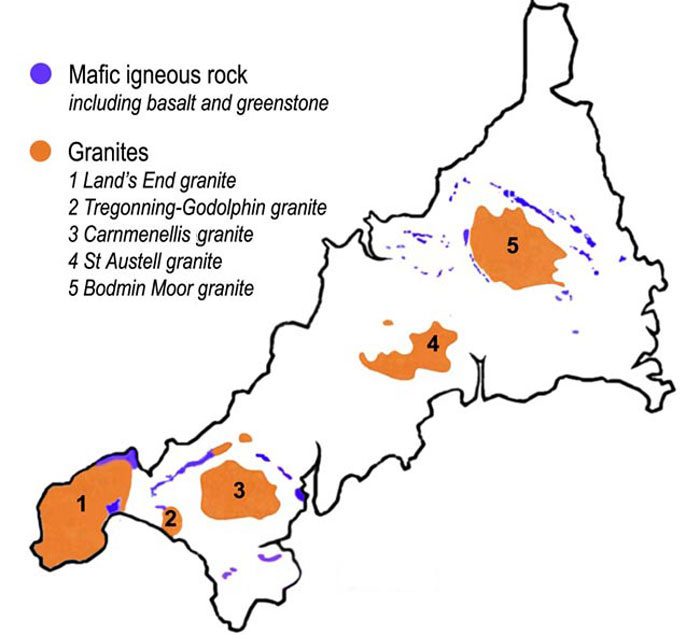
Lage Bodmin Moor Nr. 5

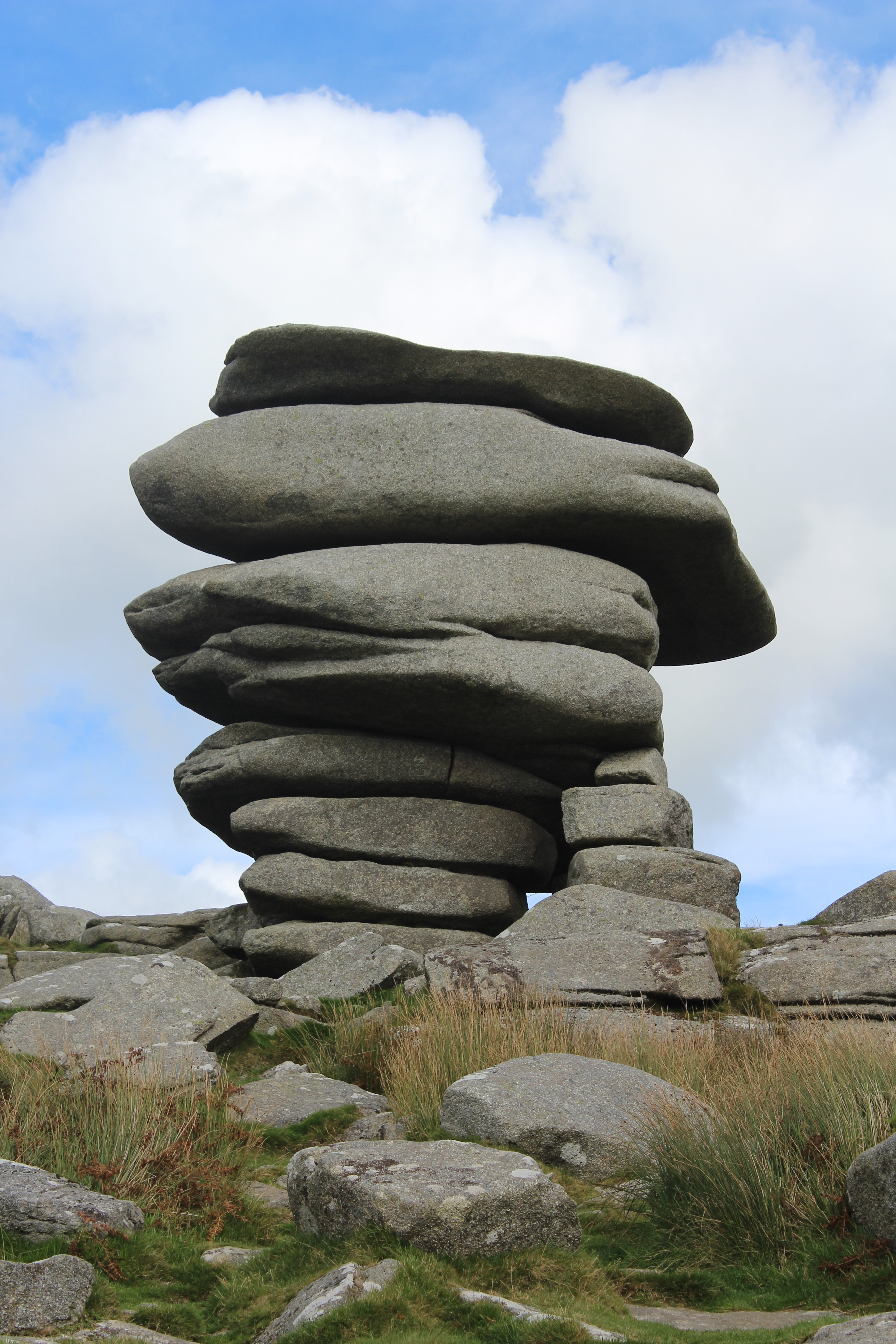
Der Showery Tor oder Cheesewring, am Südrand des Bodmin Moor

Bodmin Moor (kornisch: Goen Bren) ist eine 208 km² große Hochmoorlandschaft im nordöstlichen Cornwall, Großbritannien. Der Untergrund besteht aus Granit aus dem Karbonzeitalter.
Der Name „Bodmin Moor“ wurde erst 1813 durch die staatliche Landvermessung Ordnance Survey eingeführt. Vorher war das Gebiet als „Fowey Moor“ bekannt, nach dem hier entspringenden Fluss. Der kornische Name „Goen Bren“ ist sicher noch älter.

## Geologie und Geographie
Beeindruckende Tore (durch Verwitterung entstandene Gesteinsformationen) erheben sich über dem hügeligen Land, das während der Bronzezeit dicht besiedelt war. Viele prähistorische Hügelgräber und Steinkreise (The Hurlers) finden sich über die Landschaft verteilt. Heute ist die Region mit Ausnahme des kleinen Dorfes Bolventor fast menschenleer. An den südlichen Hängen des Moors liegt der Dozmary Pool, in den, nach der Überlieferung der Artussage, Sir Bedivere das Schwert Excalibur warf, um es der Lady of the Lake zurückzugeben. Neben dem Dozmary Pool bildet der Stausee Colliford Lake ein weiteres Feuchtgebiet im Bodmin Moor.
Viele Flüsse Cornwalls haben ihre Quelle im Bodmin Moor, die beiden wichtigsten Flüsse sind der River Fowey und der De Lank River.
Das Bodmin Moor wurde als Area of Outstanding Natural Beauty (AONB) eingestuft und bildet einen Teil des Cornwall AONB. Die höchste Erhebung, der 420 m hohe Brown Willy, ist gleichzeitig der höchste Punkt in Cornwall.